# دانیلو دی لوکا
دانیلو دی لوکا (زادهٔ ۲ ژانویهٔ ۱۹۷۶) رکابزن حرفه‌ای سابق ایتالیایی است که در رشتهٔ دوچرخه‌سواری جاده فعالیت می‌کرد. او توانست در سال ۲۰۰۷ برندهٔ جیرو دیتالیا شود؛ ولی نمونهٔ دوپینگ او بارها مثبت اعلام شد که آخرین مورد آن، منجر به محرومیت مادام‌العمر دی لوکا از دوچرخه‌سواری شد.
دی لوکا یکی از شش رکابزنی است که توانسته‌است برندهٔ هر سه مسابقهٔ کلاسیک آردن شود. او در سال ۲۰۰۵ برندهٔ مسابقهٔ طلایی آمستل و لافلش والونی و در سال ۲۰۰۷ برندهٔ لیژ–باستون–لیژ شد.
فعالیت حرفه‌ای دی لوکا با چند تخلف تحت تأثیر قرار گرفت؛ از جمله سه بار به دلیل دوپینگ تعلیق شد. در سال ۲۰۰۷ دی لوکا به دلیل ملاقات با یک پزشک تحریم شده، به مدت سه ماه تعلیق شد. در جیرو دیتالیای ۲۰۰۹ نمونه دوپینگ دی لوکا مثبت اعلام شد و در فوریهٔ ۲۰۱۰ به مدت دو سال تعلیق شد که بعداً به ۹ ماه کاهش یافت. سومین نمونهٔ مثبت او پیش از جیرو دیتالیای ۲۰۱۳ شناسایی شد و به محرومیت مادام‌العمر دی لوکا انجامید.

## فعالیت حرفه‌ای

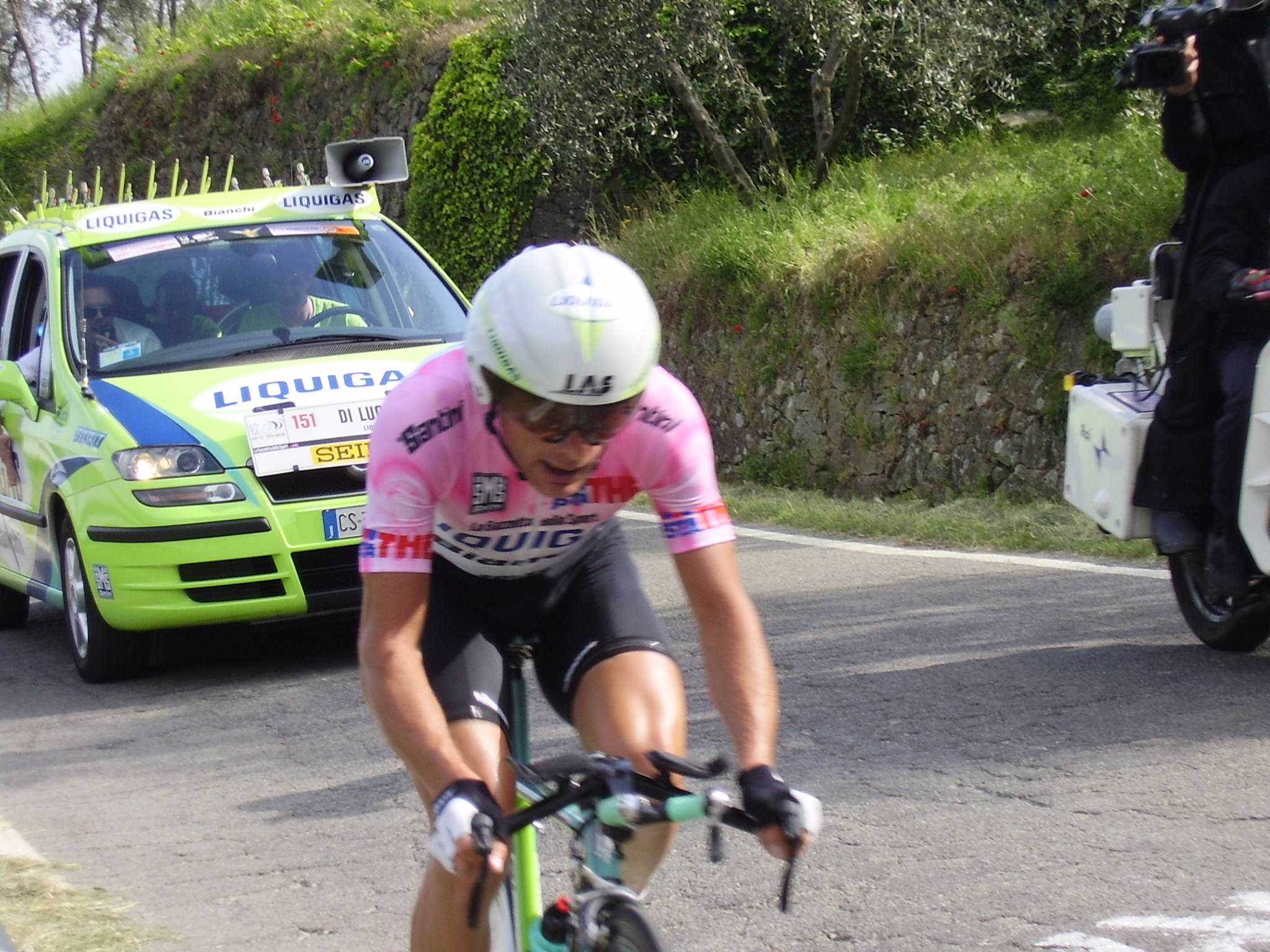
دانیلو دی‌لوکا در هشتاد و هشتمین جیرو دیتالیا

### سال‌های نخست
دی لوکا در اسپولتوره در استان پسکارا زاده شد و دوچرخه‌سواری حرفه‌ای را در سال ۱۹۹۸ در تیم ریسو اسکوتی آغاز کرد. او با پیروزی در مسابقهٔ زیر ۲۳ سال جیرو دیتالیا استعداد خود را نشان داد. دی لوکا در سال ۱۹۹۹ به تیم کانتینا تولو-آلکسیا آلومینیو پیوست و نخستین پیروزی حرفه‌ای خود را با فتح مرحلهٔ نخست تور آبروتزو در همان سال به دست آورد. در سال ۲۰۰۱ نیز برندهٔ یک مرحله از جیرو دیتالیا و نیز فاتح تور لمباردی شد. سپس به تیم سائکو-لونگونی اسپورت منتقل شد.
دی لوکا تور باسک را در آخرین مرحله که تایم تریل کوهستانی بود، از دست داد. مصدومیت‌های دی لوکا و عدم اعتماد مربیان تیم، عملکرد او را تحت تأثیر قرار داد. مسئولان ایتالیایی در سال ۲۰۰۴ دوپینگ دی لوکا را مورد بررسی قرار دادند و این بررسی منجر به غیبت او در تور دو فرانس ۲۰۰۴ شد.

### ۲۰۰۵
در سال ۲۰۰۵ دی لوکا به تیم لیکیگس–بیانکی پیوست و در کلاسیک‌های بهاره رهبر تیم بود. نخستین پیروزی او در نخستین مرحلهٔ تور باسک به دست آمد و توانست تور را با قهرمانی به پایان برساند. همچنین برندهٔ مسابقهٔ طلایی آمستل و لافلش والونی شد و پیراهن سفید رهبر پروتور را به تن کرد.
دی لوکا به عنوان رکابزنی که برای مسابقات یک‌روزه و چندروزه مناسب است، شناخته می‌شد و موفقیت او در جیرو دیتالیای ۲۰۰۵ شگفت‌آور بود. او برندهٔ دو مرحله شد و جیرو را با رتبهٔ چهارم به پایان رساند. همچنین در تور لهستان رتبهٔ پنجم را به دست آورد تا در پایان سال، قهرمان پروتور ۲۰۰۵ شود.

### ۲۰۰۶
دی لوکا به دلیل عفونت ادراری وادار به کناره‌گیری از تور دو فرانس ۲۰۰۶ شد. پس از بهبودی در ووئلتا اسپانیای ۲۰۰۶ شرکت کرد و با پیروزی در مرحلهٔ پنجم، رهبری مسابقه را به دست آورد (و پس از دو مرحله آن را به یانز برایکوویچ داد). عملکرد دی لوکا در کلاسیک‌ها، جیرو و سایر مسابقات در مقایسه با موفقیت‌های سال ۲۰۰۵ تحقیرآمیز بود.

### ۲۰۰۷
دی لوکا در ماه مارس ۲۰۰۷ برندهٔ میلان–سانرمو و در ماه آوریل برندهٔ لیژ–باستون–لیژ شد. پس از آن در جیرو دیتالیای ۲۰۰۷ شرکت کرد و برندهٔ مراحل ۴ و ۱۲ شد. پیروزی در مرحلهٔ ۱۲ باعث شد که دی لوکا برای سومین بار، پیراهن صورتی را به دست آورد و آن را تا پایان مسابقه نگه داشت تا تنها قهرمانی خود در جیرو دیتالیا را کسب کند. پس از جیرو پایین بودن سطح هورمون دی لوکا افشا شد. مسئولان ایتالیایی به دنبال بررسی علت این موضوع بودند که آیا ناشی از مسابقه دادن در سطح بالا به مدت سه هفته یا نوعی عامل پوشاننده است. در ۲۸ سپتامبر، دی لوکا از مسابقات قهرمانی جاده جهان انصراف داد و پس از اتهام دوپینگ، رفتار با خود را یک رسوایی نامید.
پیش از آخرین مسابقهٔ فصل که تور لمباردی بود، دی لوکا رهبر رده‌بندی پروتور بود؛ ولی به دلیل مشارکت در پروندهٔ نفت در برابر دارو به مدت سه ماه و تا پایان فصل، تعلیق شد.

### ۲۰۰۸ و ۲۰۰۹
دی لوکا در سال ۲۰۰۸ فصل آرامی داشت؛ زیرا تیم او ال‌پی‌آر بریکس–بالان به مسابقات زیادی دعوت نشد. در سال ۲۰۰۹ آن‌ها سهمیهٔ اعطایی برای حضور در جیرو دیتالیا دریافت کردند و دی لوکا برندهٔ مرحلهٔ چهارم شد. در مرحلهٔ بعدی نیز دوم شد و پیراهن صورتی را به دست آورد. سپس با پیروزی در مرحلهٔ ۱۰ برتری خود را افزایش داد. هرچند از دست دادن زمان در دو تایم تریل باعث شد که رهبری را از دست دهد و جیرو را در رتبهٔ دوم به پایان رساند. البته توانست برندهٔ رده‌بندی امتیازی شود.
در ۲۲ ژوئیهٔ ۲۰۰۹ مثبت بودن نمونهٔ دی لوکا در روزهای ۲۰ و ۲۸ مهٔ ۲۰۰۹ حین جیرو دیتالیا اعلام شد. او به صورت فوری توسط اتحادیه جهانی تعلیق شد. برای ارزیابی نمونه‌های او از اطلاعات پروفیل خون گذرنامه بیولوژیکی، نتایج آزمایش‌های پیشین و برنامهٔ مسابقه‌ای او استفاده شده‌بود. در ۸ اوت، مثبت بودن دوپینگ دی لوکا تأیید شد. در ۱ فوریهٔ ۲۰۱۰ کمیته ملی المپیک ایتالیا او را به مدت دو سال (از ۲۲ ژوئیه ۲۰۰۹) محروم کرد. همچنین ۲۸۰ هزار یورو جریمه شد و هزینه‌های صرف شده در تحلیل و تجزیه نمونه‌های او در جیرو را نیز باید پرداخت می‌کرد.

### ۲۰۱۰ و ۲۰۱۱
در ۱۵ اکتبر ۲۰۱۰ کمیته ملی المپیک ایتالیا اعلام کرد محرومیت دی لوکا به ۹ ماه و ۷ روز کاهش یافته‌است و او می‌تواند به دوچرخه‌سواری بازگردد. گفته شد که این کاهش به دلیل همکاری او در تحقیقات و تشریح روش‌های دوپینگ بوده‌است. همچنین جریمهٔ او به ۱۰۶۴۰۰ یورو کاهش یافت. نتایج دی لوکا در جیروی ۲۰۰۹ از فهرست نتایج حذف شد.
در فصل ۲۰۱۱ دی لوکا برای تیم کاتیوشا رکاب زد و عملکردش به اندازه‌ای بد بود که نتوانست هیچ پیروزی به دست آورد. نتایج قابل توجه او شامل رتبهٔ چهارم در مرحلهٔ ۶ جیرو دیتالیا و رتبهٔ چهارم در مرحلهٔ نخست تور سوئیس بود.
در پایان فصل، دی لوکا برای فصل ۲۰۱۲ با تیم آکوا اند ساپونه قرارداد امضا کرد.

### ۲۰۱۳
در آوریل ۲۰۱۳ دی لوکا با تیم وینی فانتینی–سله ایتالیا که با سهمیهٔ اعطایی به جیرو دیتالیا دعوت شده‌بود، قرارداد بست. در ۲۴ مه، حین برگزاری جیرو دیتالیا اتحادیه جهانی اعلام کرد در آزمایش دوپینگ خارج از مسابقه در خانه دی لوکا در ۲۹ آوریل، یافته‌های ناسازگار داشته‌است. دی لوکا از تیمش اخراج شد. سپس کمیته ملی المپیک ایتالیا در ۵ دسامبر او را تا پایان عمر محروم کرد. همچنین نتایج او از ۲۹ آوریل پس گرفته‌شد و وادار به پرداخت ۳۷۹۸۵ یورو جریمه شد.

## نتایج در گرند تورها
| گرند تور       | ۱۹۹۹   | ۲۰۰۰   | ۲۰۰۱   | ۲۰۰۲ | ۲۰۰۳   | ۲۰۰۴   | ۲۰۰۵ | ۲۰۰۶   | ۲۰۰۷ | ۲۰۰۸ | ۲۰۰۹  | ۲۰۱۰ | ۲۰۱۱ | ۲۰۱۲ | ۲۰۱۳  |
| -------------- | ------ | ------ | ------ | ---- | ------ | ------ | ---- | ------ | ---- | ---- | ----- | ---- | ---- | ---- | ----- |
| جیرو دیتالیا   | ناتمام | ناتمام | ۲۴     | —    | —      | —      | ۴    | ۲۳     | ۱    | ۸    | اخراج | —    | ۶۹   | —    | اخراج |
| تور دو فرانس   | —      | —      | —      | —    | ناتمام | —      | —    | ناتمام | —    | —    | —     | —    | —    | —    | —     |
| ووئلتا اسپانیا | —      | ناتمام | ناتمام | ۲۰   | —      | ناتمام | —    | ناتمام | —    | —    | —     | —    | —    | —    | —     |